# Eduard von der Ropp

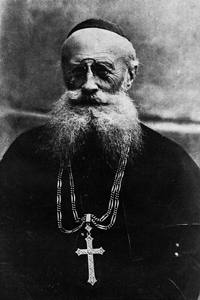

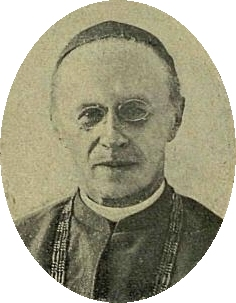
Eduard von der Ropp, 1906

Eduard Michael Johann Maria Baron von der Ropp (* 2. Dezemberjul. / 14. Dezember 1851greg. in Lixna; † 25. Juli 1939 in Posen) war Comes Romanus, Erzbischof von Mogiljow, Metropolit von Russland und Thronassistent des Heiligen Stuhls.

## Leben
Die Religionszugehörigkeit seiner Mutter Isabella, geb. Gräfin von Plater-Syberg – einem ursprünglich deutschbaltischen, später aber polonisierten Adelsgeschlecht – führte dazu, dass er römisch-katholisch getauft wurde.
Nach einer anfänglichen Tätigkeit als Jurist im russischen Landwirtschaftsministerium in Sankt Petersburg studierte er Theologie und empfing 1886 die Priesterweihe. 1893 erfolgte seine Ernennung zum Propst und Dekan von Kurland mit Sitz in Libau. Er war Erbauer der dortigen St. Josephs-Kirche.
1902 wurde er zum Bischof von Tiraspol mit Sitz in Saratow, Wolga ernannt und 1903 auf den Bischofsstuhl in Vilnius berufen. Getreu seinem Selbstverständnis, kein bloßer „Bischof in der Sakristei“ zu sein, ließ er sich 1906 in die erste Reichsduma wählen. 1907 wurde er in das Gouvernement Witebsk verbannt. Nach der Ernennung zum Erzbischof von Mogiljow (mit Sitz in Petrograd/Sankt Petersburg) 1917 und damit zum römisch-katholischen Metropoliten von ganz Russland wurde er 1919 verhaftet und nach Warschau abgeschoben.
In den frühen 1920er-Jahren setzte sich von der Ropp für eine Union der Russisch-Orthodoxen Kirche mit dem Heiligen Stuhl ein. Seine lateinische Mentalität und seine polnisch inspirierte Bewertung des russischen Volkes als „rückständig“ machten dieses Bestreben jedoch auch bei unierten russisch-katholischen und ukrainisch-katholischen Geistlichen unbeliebt.
1939 starb er in Posen in der Polnischen Republik und wurde in der Krypta der dortigen Erzkathedrale durch den polnischen Erzbischof beigesetzt. Im Jahre 1983 fand die Überführung der sterblichen Überreste nach Białystok in Ostpolen statt, einem Ort des Exils römisch-katholischer Christen aus der Sowjetunion. In der dortigen Prokathedrale dient sein Sarkophag als Altar.